# Belleville-sur-Mer
Belleville-sur-Mer település Franciaországban, Seine-Maritime megyében. Lakosainak száma 1026 fő (2018. január 1.). Belleville-sur-Mer Ancourt, Berneval-le-Grand, Bracquemont és Derchigny községekkel határos.

## Népesség
A település népességének változása:
| Lakosok száma | 177  | 173  | 178  | 174  | 370  | 791  | 865  | 961  | 959  | 1026 |
|               | 1962 | 1968 | 1975 | 1982 | 1990 | 2008 | 2013 | 2015 | 2017 | 2018 |